# AHL 1968/69
Die Saison 1968/69 war die 33. reguläre Saison der American Hockey League (AHL). Während der regulären Saison bestritten die acht Teams der Liga jeweils 74 Spiele. Die sechs besten Mannschaften der AHL spielten anschließend in einer Play-off-Runde um den Calder Cup.

## Reguläre Saison

### Abschlusstabellen
Abkürzungen: GP = Spiele, W = Siege, L = Niederlagen, T = Unentschieden, OTL = Niederlage nach Overtime, GF = Erzielte Tore, GA = Gegentore, Pts = Punkte

Erläuterungen: In Klammern befindet sich die Platzierung innerhalb der Conference;       = Playoff-Qualifikation,       = Division-Sieger,       = Conference-Sieger

#### Reguläre Saison
| East Division      | GP | W  | L  | T  | GF  | GA  | Pts |
| ------------------ | -- | -- | -- | -- | --- | --- | --- |
| Hershey Bears      | 74 | 41 | 27 | 6  | 307 | 234 | 88  |
| Baltimore Clippers | 74 | 33 | 34 | 7  | 266 | 257 | 73  |
| Providence Reds    | 74 | 32 | 36 | 6  | 242 | 284 | 70  |
| Springfield Kings  | 74 | 27 | 36 | 11 | 257 | 274 | 65  |

| West Division       | GP | W  | L  | T  | GF  | GA  | Pts |
| ------------------- | -- | -- | -- | -- | --- | --- | --- |
| Buffalo Bisons      | 74 | 41 | 18 | 15 | 282 | 192 | 97  |
| Cleveland Barons    | 74 | 30 | 32 | 12 | 213 | 245 | 72  |
| As de Québec        | 74 | 26 | 34 | 14 | 235 | 258 | 66  |
| Rochester Americans | 74 | 25 | 38 | 11 | 237 | 295 | 61  |

### Beste Scorer
Abkürzungen: GP = Spiele, G = Tore, A = Assists, Pts = Punkte, +/- = Plus/Minus, PIM = Strafminuten; Fett: Saisonbestwert
| Spieler             | Team                | GP | G  | A  | Pts | PIM |
| ------------------- | ------------------- | -- | -- | -- | --- | --- |
| Jeannot Gilbert     | Hershey Bears       | 71 | 35 | 65 | 100 | 13  |
| Michel Harvey       | Hershey Bears       | 74 | 41 | 52 | 93  | 29  |
| Guy Trottier        | Buffalo Bisons      | 72 | 45 | 37 | 82  | 21  |
| Ron Ward            | Rochester Americans | 73 | 35 | 43 | 78  | 18  |
| Willie Marshall     | Baltimore Clippers  | 74 | 26 | 52 | 78  | 18  |
| Jean-Marie Cossette | Baltimore Clippers  | 64 | 27 | 48 | 75  | 48  |
| Chuck Hamilton      | Hershey Bears       | 74 | 28 | 46 | 74  | 46  |
| Don McKenney        | Providence Reds     | 74 | 26 | 48 | 74  | 12  |
| René Drolet         | As de Québec        | 61 | 30 | 42 | 72  | 14  |
| Norm Beaudin        | Buffalo Bisons      | 74 | 32 | 39 | 71  | 10  |

## Calder-Cup-Playoffs

### Modus
Für die Play-offs qualifizierten sich die sechs besten Mannschaften der American Hockey League. In der ersten Play-off-Runde traf jeweils der Zweite der Eastern bzw. Western Division auf den Dritten und die beiden Divisionsgewinner trafen aufeinander. Die beiden Sieger aus den Duellen der Mannschaften auf den Plätzen zwei und drei trafen daraufhin in der zweiten Runde aufeinander, während der Gewinner aus dem Duell der beiden Divisionsgewinner durch ein Freilos automatisch für das Finale qualifiziert war. Die ersten beiden Play-off-Runden fanden im Modus Best-of-Five statt, wobei die beiden Divisionsgewinner im Modus Best-of-Seven um die Finalteilnahme spielten. Das Finale selbst wurde ebenfalls im Modus Best-of-Seven ausgespielt.

### Play-off-Übersicht

#### Erste Runde
- (E1) Hershey Bears – (W1) Buffalo Bisons 4:2
- (E3) Providence Reds – (E2) Baltimore Clippers 3:1
- (W3) As de Québec – (W2) Cleveland Barons 3:2

#### Zweite Runde
- (E1) Freilos für die Hershey Bears
- (W3) As de Québec – (E3) Providence Reds 3:2

#### Finale
- (E1) Hershey Bears – (W3) As de Québec 4:1

### Calder-Cup-Sieger
| Calder-Cup-Sieger Hershey Bears | Torhüter: John Henderson Verteidiger: Barry Ashbee, Bob Barber, Ralph Keller, Mike Mahoney, Larry McNabb Angreifer: Garnet Bailey, Bud DeBrody, Roger DeJordy, Pete Ford, Jeannot Gilbert, Stan Gilbertson, Chuck Hamilton, Michel Harvey, Bob Leiter, Don Marcotte, Mike Nykoluk, Ted Snell Cheftrainer: Frank Mathers General Manager: Frank Mathers |

## Vergebene Trophäen

### Mannschaftstrophäen
| Auszeichnung                                                            | Team           |
| ----------------------------------------------------------------------- | -------------- |
| Calder Cup Gewinner der AHL-Playoffs                                    | Hershey Bears  |
| F. G. „Teddy“ Oke Trophy Bestes Team der East Division, Reguläre Saison | Hershey Bears  |
| John D. Chick Trophy Bestes Team der West Division, Reguläre Saison     | Buffalo Bisons |

### Individuelle Trophäen
| Auszeichnung                                                                  | Spieler          | Team                |
| ----------------------------------------------------------------------------- | ---------------- | ------------------- |
| Les Cunningham Award MVP der regulären Saison                                 | Gilles Villemure | Buffalo Bisons      |
| John B. Sollenberger Trophy Bester Scorer                                     | Jeannot Gilbert  | Hershey Bears       |
| Dudley „Red“ Garrett Memorial Award Bester Rookie                             | Ron Ward         | Rochester Americans |
| Eddie Shore Award Bester Verteidiger                                          | Bob Blackburn    | Buffalo Bisons      |
| Harry „Hap“ Holmes Memorial Award Torhüter mit dem geringsten Gegentorschnitt | Gilles Villemure | Buffalo Bisons      |
| Louis A. R. Pieri Memorial Award Bester Trainer                               | Frank Mathers    | Hershey Bears       |